# Agustín Tabárez
Augustín Tabárez Costas est un footballeur uruguayen né le 15 octobre 1994. Il évolue au poste de défenseur au Nacional Montevideo.

## Palmarès

### En équipe nationale
- Équipe d'Uruguay des moins de 17 ans
  - Deuxième du Championnat des moins de 17 ans de la CONMEBOL en 2011
    - Finaliste de la Coupe du monde des moins de 17 ans en 2011